# Yorinaga Nakamura
Yorinaga Nakamura (中村頼永 Nakamura Yorinaga?) (19 de diciembre de 1963) es un artista marcial japonés, conocido por sus contribuciones a la expansión del shoot wrestling, el Jeet Kune Do y otras artes en Japón y Estados Unidos.

## Carrera
Yorinaga practicó kickboxing, kansuiryu karate y kung fu durante su juventud, debido en gran parte a su admiración por Bruce Lee. Cuando cumplió los 19, Yorinaga se unió al recién abierto Super Tiger Gym, un dōjō de shoot wrestling creado por Satoru Sayama, quien era otro ídolo de Nakamura. Allí empezó a entrenar en esta disciplina, y se convirtió en un miembro estable del gimnasio como instructor. También trabajó para la empresa de artes marciales mixtas (MMA) fundada por Sayama, Shooto. En julio de 1985, Nakamura participó en el primer torneo de Shooto, y aunque su trasfondo se centraba mayormente en striking, demostró sus recién adquiridos conocimientos de grappling ganando tres combates por sumisión y uno por decisión, coronándose campeón del torneo.
Más tarde, en enero de 1989, Yorinaga hizo su primer viaje a Estados Unidos para entrenar con el legendario Dan Inosanto, compañero del propio Lee. Después de enseñar a Nakamura sus técnicas, el mismo Inosanto quedó impresionado con el shoot wrestling y pidió a Yorinaga entrenarle a su vez en su arte. Gracias a ello, Nakamura empezó a dar clases de esta disciplina fuera de Japón, y terminó siendo admitido como instructor en la Inosanto Academy con el beneplácito de Sayama.

## Campeonatos y logros
- Shooto
  - Shooto 66kg Tournament (1985)